# Final da Taça Rio de 2013
.
A final da Taça Rio de 2013 decidiu o campeão do segundo turno e segundo finalista do Campeonato Carioca de Futebol de 2013. Foi decidida em uma partida única no Estádio Raulino de Oliveira em Volta Redonda entre Botafogo e Fluminense, já que o Estádio do Engenhão continuava interditado. Por possuir a melhor campanha durante a fase de grupos, o Botafogo tinha a vantagem do empate.
Por ter vencido a partida, o Botafogo, sagrou-se campeão da Taça Rio de 2013. Como também havia vencido a Taça Guanabara de 2013, o  Botafogo foi o campeão do Campeonato Carioca de Futebol. Com isso, essa foi a primeira vez, em 112 edições da competição, que o Campeonato foi decidido fora da cidade do Rio de Janeiro.

## Campanhas
| Gr. | Pos | Time       | PG | J | V | E | D | GP | GS | SG  |
| --- | --- | ---------- | -- | - | - | - | - | -- | -- | --- |
| A   | 1   | Botafogo   | 21 | 7 | 7 | 0 | 0 | 20 | 3  | +17 |
| B   | 1   | Fluminense | 16 | 7 | 5 | 1 | 1 | 11 | 4  | +7  |

Na semifinal, o Botafogo venceu o Resende por 5 a 0. Já o Fluminense enfrentou o Volta Redonda e venceu por 4 a 1.

## Histórico de confrontos

### Nesta edição
Como Botafogo e Fluminense pertenciam a grupos distintos, durante a Taça Rio não ocorreu confronto entre as equipes.

### Geral
| Time       | J   | V   | E   | D   | GP  | GS  | SV  |
| ---------- | --- | --- | --- | --- | --- | --- | --- |
| Botafogo   | 347 | 111 | 105 | 131 | 501 | 559 | -58 |
| Fluminense | 347 | 131 | 105 | 111 | 559 | 501 | +58 |

#### Última partida
Campeonato Brasileiro de 2012
| 6 de outubro | Fluminense | 1 – 0          | Botafogo | Rio de Janeiro                                                                          |  |
| 18:30        | Fred 72'   | súmula borderô |          | Estádio: Estádio Engenhão Público: 16 919 Árbitro: RJ Felipe Gomes da Silva (asp. FIFA) |  |

### No Campeonato Carioca

#### Última partida
Botafogo e Fluminense se enfrentaram pela terceira rodada da Taça Guanabara, com empate em 1 a 1.
| 27 de janeiro | Botafogo    | 1 – 1  | Fluminense         | Rio de Janeiro                                                       |  |
| 19:30         | Bolívar 73' | Súmula | Wellington Nem 42' | Estádio: Engenhão Público: 7 367 Árbitro: RJ Péricles Bassols (FIFA) |  |

## A partida
| 5 de maio | Botafogo           | 1 – 0 | Fluminense | Estádio Raulino de Oliveira, Volta Redonda  |
| 16:00     | Rafael Marques 40' |       |            | Árbitro: RJ Marcelo de Lima Henrique (FIFA) |

| Botafogo | Fluminense |

| G                   | 1  | Jefferson       |     |  |
| LD                  | 2  | Lucas           |     |  |
| Z                   | 4  | Bolívar         |     |  |
| Z                   | 21 | Dória           |     |  |
| LE                  | 26 | Júlio César     | 49' |  |
| V                   | 5  | Marcelo Mattos  | 38' |  |
| V                   | 15 | Gabriel         | 12' |  |
| M                   | 10 | Seedorf         | 89' |  |
| M                   | 11 | Fellype Gabriel |     |  |
| M                   | 14 | Lodeiro         |     |  |
| A                   | 20 | Rafael Marques  | 72' |  |
| Reservas:           |    |                 |     |  |
| G                   | 12 | Renan           |     |  |
| Z                   | 3  | Antônio Carlos  |     |  |
| LE                  | 16 | Lima            | 49' |  |
| V                   | 25 | Lucas Zen       | 89' |  |
| M                   | 17 | Andrezinho      |     |  |
| A                   | 31 | Vitinho         | 72' |  |
| A                   | 38 | Bruno Mendes    |     |  |
| Treinador:          |    |                 |     |  |
| Oswaldo de Oliveira |    |                 |     |  |

| G          | 12 | Diego Cavalieri |     |     |
| LD         | 2  | Bruno           |     |     |
| Z          | 13 | Digão           |     |     |
| Z          | 4  | Leandro Euzébio |     | 48' |
| LE         | 6  | Carlinhos       |     |     |
| V          | 5  | Edinho          | 68' | 41' |
| V          | 7  | Jean            |     |     |
| M          | 19 | Wagner          |     |     |
| M          | 10 | Thiago Neves    |     | 6'  |
| A          | 11 | Wellington Nem  | 70' | 11' |
| A          | 22 | Rhayner         | 82' |     |
| Reservas:  |    |                 |     |     |
| G          | 1  | Ricardo Berna   |     |     |
| Z          | 3  | Gum             |     |     |
| LE         | 18 | Fabián Monzón   |     |     |
| V          | 8  | Diguinho        |     |     |
| M          | 16 | Felipe          | 68' |     |
| A          | 27 | Michael         | 70' |     |
| A          | 29 | Samuel          | 82' |     |
| Treinador: |    |                 |     |     |
| Abel Braga |    |                 |     |     |

## Premiação
| Taça Rio de 2013               |
| Rio de Janeiro                 |
| ------------------------------ |
| BOTAFOGO Bicampeão (7º título) |